# 4400 Bagryana
4400 Bagryana è un asteroide della fascia principale. Scoperto nel 1985, presenta un'orbita caratterizzata da un semiasse maggiore pari a 2,3680706 UA e da un'eccentricità di 0,1379841, inclinata di 4,38459° rispetto all'eclittica.